# Румынская почта в Османской империи
Румынская почта в Османской империи — принадлежавшие Румынии почтовые службы, действовавшие на территории Османской империи в 1896 и 1919 годах.

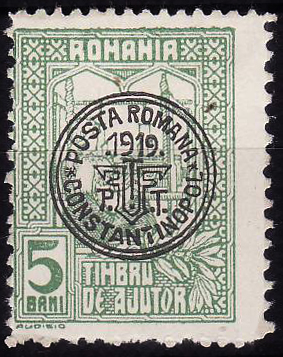
Почтово-налоговая марка румынской военной администрации в Константинополе, 1919

## История и описание

### Констанца — Константинополь
В марте 1896 года для оплаты перевозки почтовых отправлений, принимавшейся на румынских кораблях, которые курсировали по линии Констанца — Константинополь, на марках Румынии была сделана надпечатка чёрной и фиолетовой краской нового номинала в турецкой валюте — 10, 20 пара и 1 пиастр.
Эти марки использовались около двух месяцев и были изъяты по требованию турецких властей.

### Константинополь
В 1919 году в Константинополе (ныне Стамбул) был размещён отряд румынских войск. Для оплаты корреспонденции в военном почтовом отделении издали шесть марок с надпечаткой рум. «Posta Romana. Constantinopol 1919 РТТ» («Румынская почта. Константинополь 1919 ПТТ») в круге и с монограммой короля. Румынский почтамт в Константинополе работал с июля по декабрь 1919. В конце года марки были изъяты из обращения.
Каталог «Скотт» одну из этих шести марок различает как почтово-налоговую (Mi #1; Sc #RA1), поскольку в этом случае надпечатка была сделана на румынской почтово-налоговой марке 1918 года номиналом в 5 баней зелёного цвета.